# Kunětická hora
Kunětická hora – samotna góra fonolitowa (295 m n.p.m.), która jest dominantą Kotliny Pardubickiej (Płyta Wschodniołabska) w rejonie Pardubic w Czechach Wschodnich. Lokalna nazwa to „Kuňka“.
Należy do grupy najdalej występujących trzeciorzędnych formacji wulkanicznych południowo-wschodniej części Masywu Czeskiego, jednak góra nigdy nie była wulkanem.
Na wierzchołku znajduje się zamek Kunětická hora, który w latach 1421-23 wybudował Diviš Bořek z Miletínka. Na przełomie XV i XVI wieku przebudował go w stylu późnogotyckim Vilém z Pernštejna i ufortyfikował nowoczesnym rondelem na wzór zamku pardubickiego.
W 1645 r. Kunětická hora została zdobyta i spalona przez wojska szwedzkie.
Od początku XVI wieku aż do XX w. wydobywano na górze kamień co przyczyniło się do zniszczenia południowej części zamku.
Sam zamek był potem odnawiany, po raz ostatni w 1993 r., gdy został naprawiony krużganek i dach wieży. Rekonstrukcja zamku nie została jeszcze zakończona.
W czasach historycznych jeden z największych zamków czeskich. Dzisiaj ważny punkt trygonometryczny. Z Wieży Czarnej rozpościera się rozległa panorama.
W zamku są wystawiane spektakle pardubickiego Teatru Wschodnioczeskiego.

## Galeria

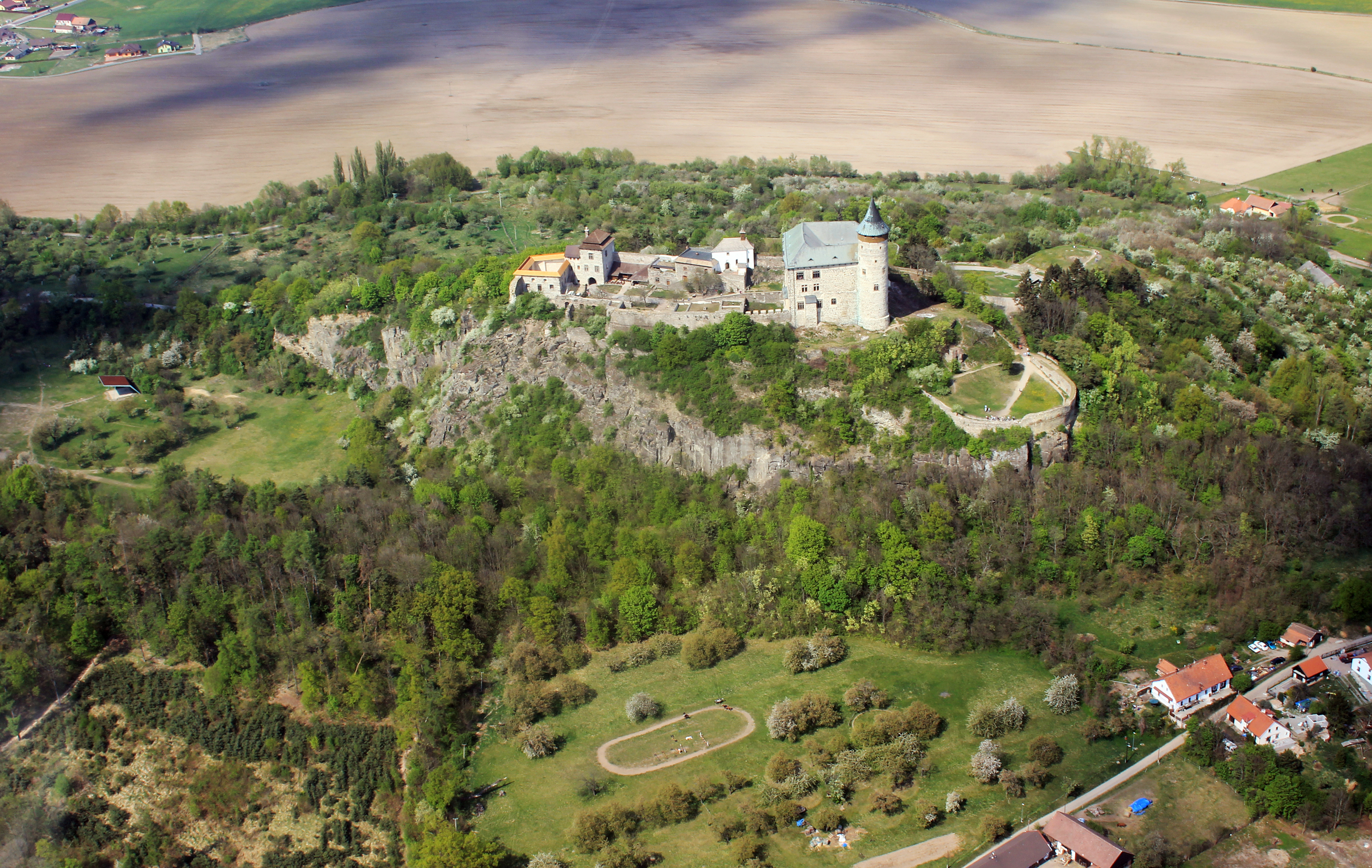
Widok z lotu ptaka
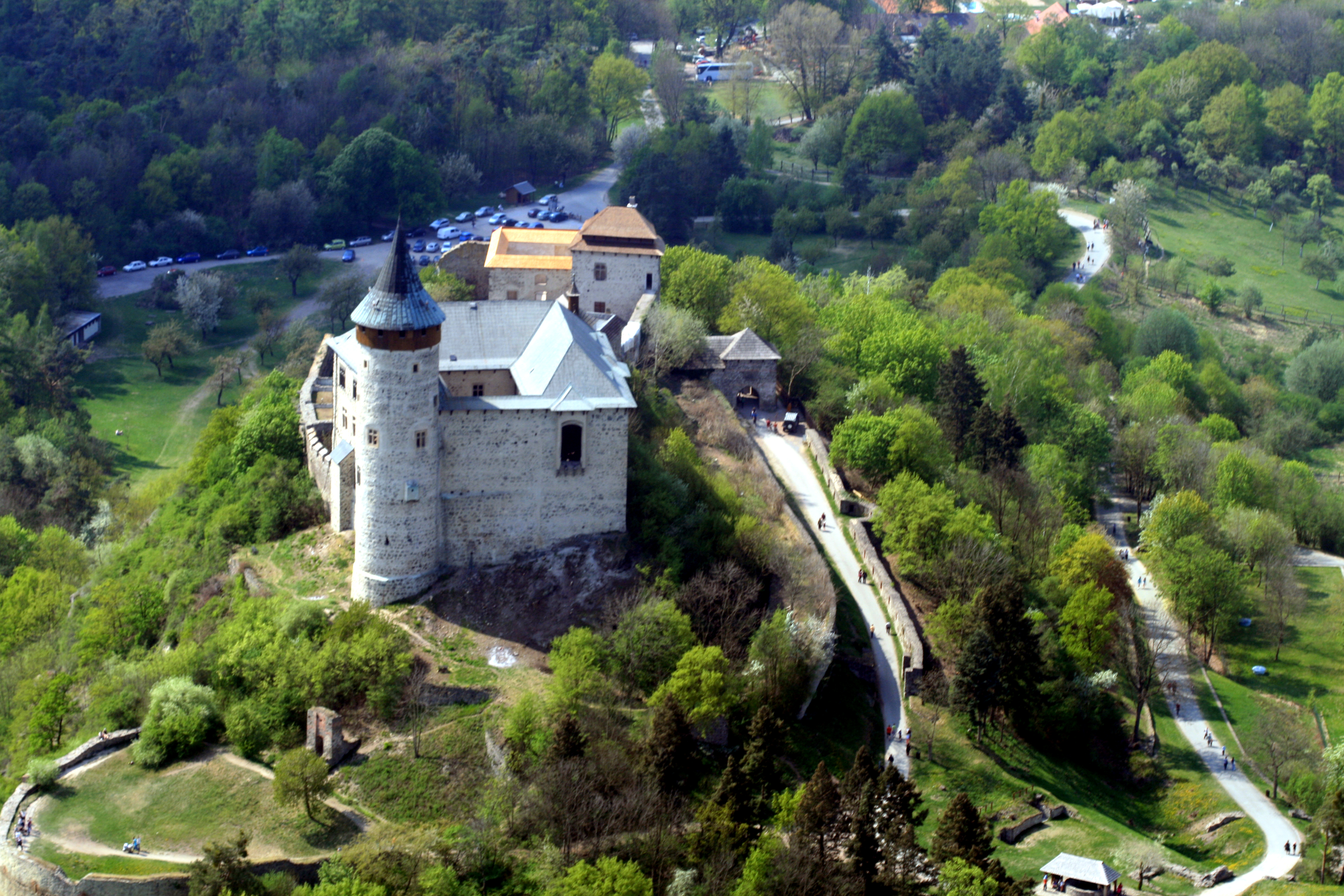
Widok z lotu ptaka
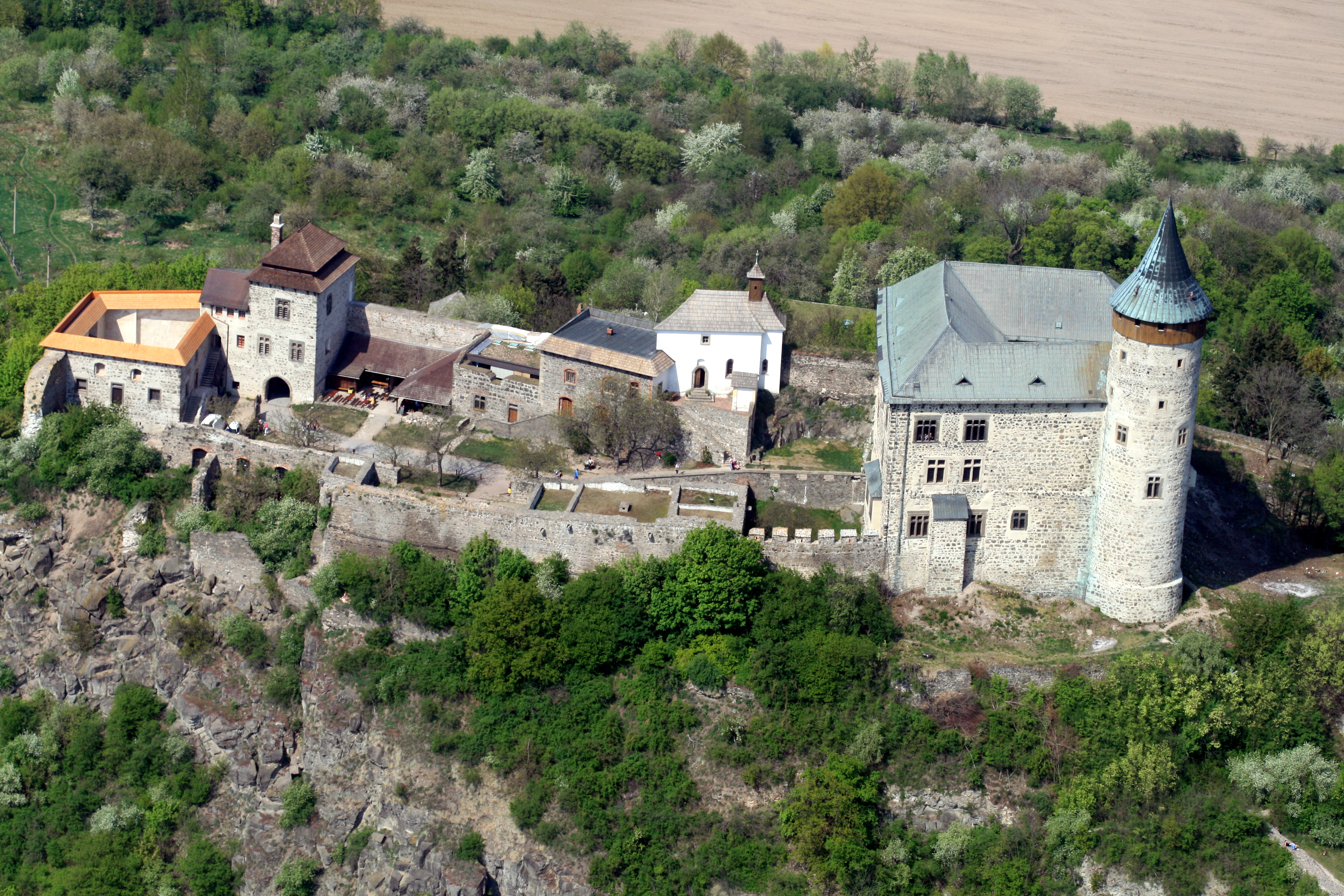
Widok z lotu ptaka
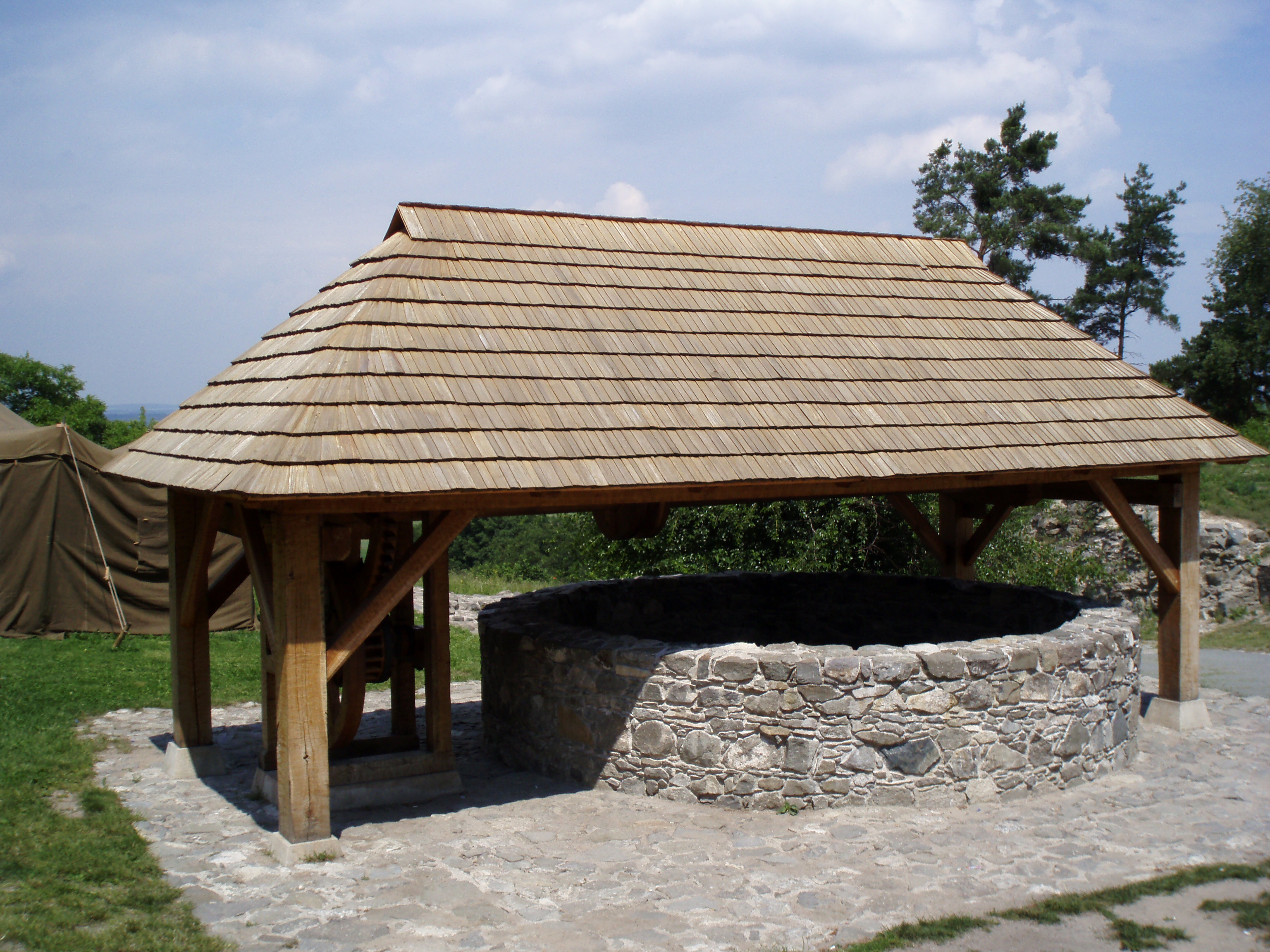
Studnia
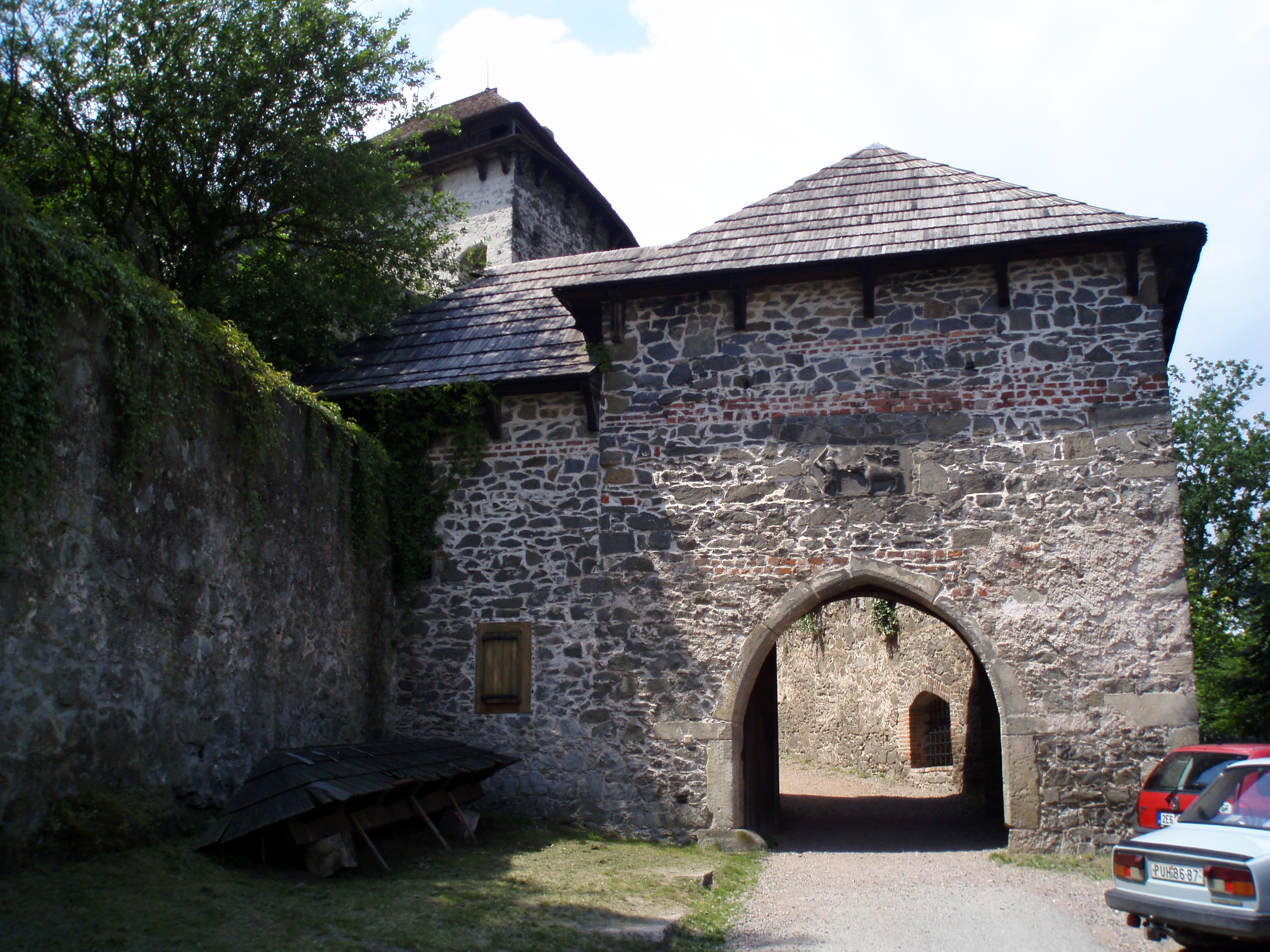
Brama wejściowa
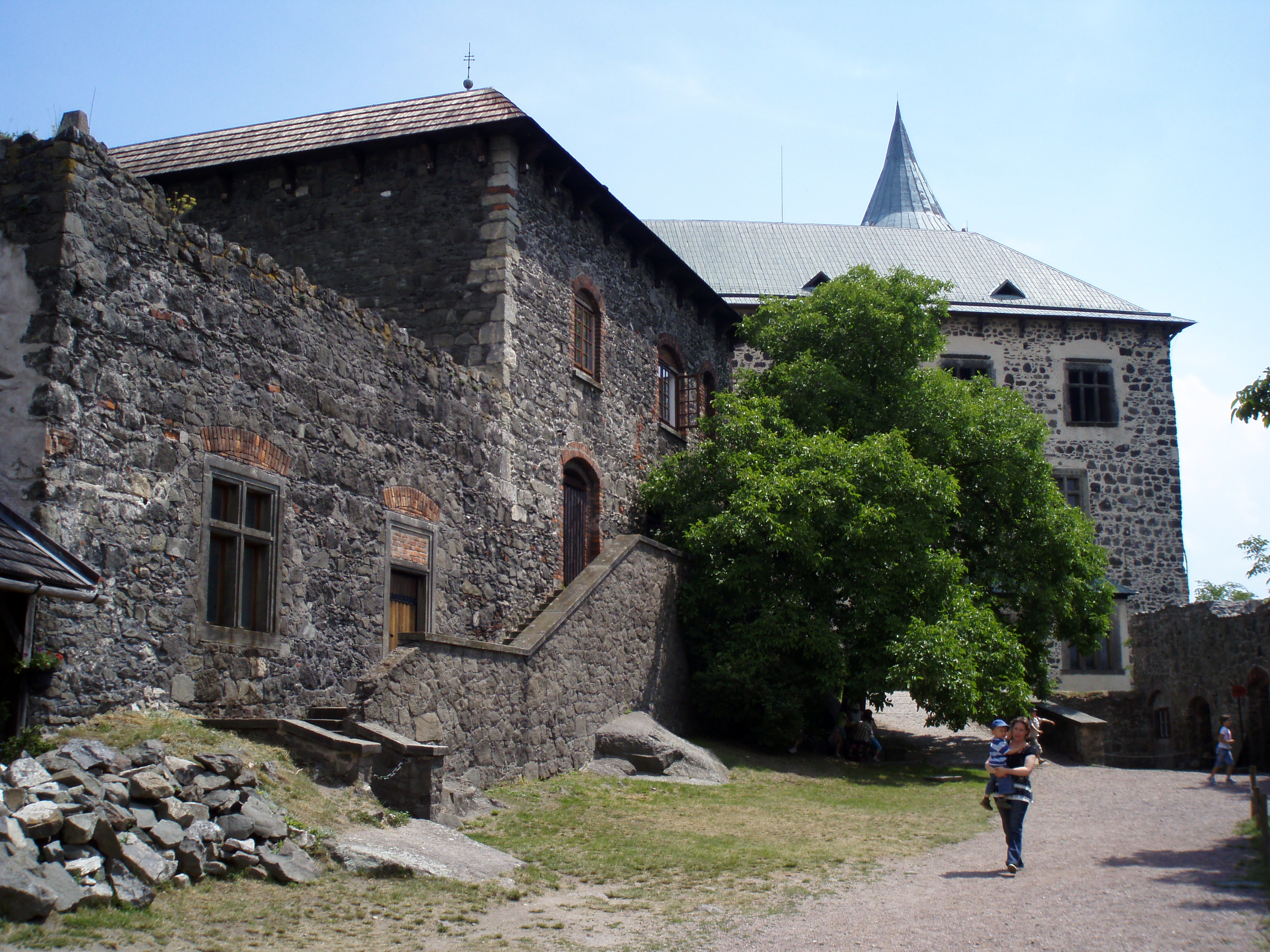
Dziedziniec 1
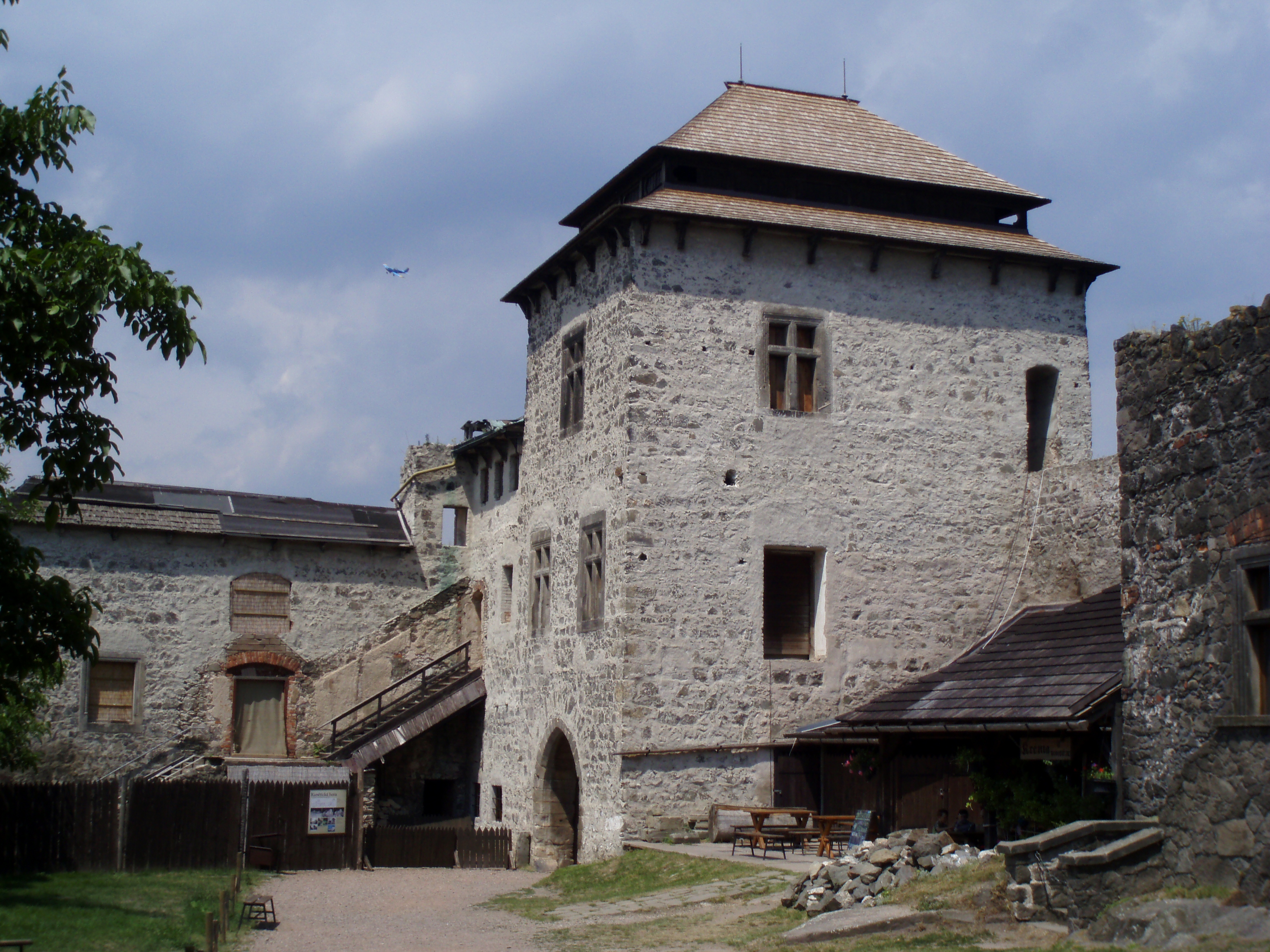
Dziedziniec 2